# Методи Патчев
Методи Якимов Патчев, наречен Попчето и дядо Христо, е български революционер и прилепски войвода на Вътрешната македоно-одринска революционна организация.

## Биография
Методи Патчев е роден на 7 май 1875 година в Охрид. Завършва гимназия в родния си град, след това е чирак на свой съгражданин кожухар в Пловдив. В 1896 година се завръща в Охрид и заедно с Христо Узунов става учител в училището „Св. св. Кирил и Методий“ в Кошища. В същото време влиза и в редовете на ВМОРО. По-късно учителства в село Ехловец.
Съгражданинът му Петър Карчев описва Патчев така:
| „ | Методи Патчев – винаги засмян, с благ израз на лицето, с очи, които излъчваха някаква детска доверчивост, с характерна бенка на бузата под дясното око, с черна завързана връзчица („патлика“) върху колосан галосник с лимонов цвят… | “ |

През лятото на 1898 година Методи Патчев е избран след жребий да изпълни смъртна присъда над сърбоманина предател Димитър Гърданов, в чиято къща е отворено сръбско училище. На 5 август 1898 година, с помощта на Христо Узунов и Кирил Пърличев, сина на Григор Пърличев, убива в центъра на Охрид Гърданов и макар да няма свидетели на убийството, е арестуван и осъден на 15 години. Лежи в Битолския затвор до амнистия през юни 1901 година.
Назначен за учител в Прилеп за учебната 1901/1902 година, но вместо това става нелегален четник при Марко Лерински, а от октомври е войвода на първата агитационно-организаторска чета в Прилепско. През март 1902 година ликвидира провинилия се войвода Тале Горанов.
Предадена от кмета на Кадино село, на 25 март 1902 година седемчленната чета на Патчев води сражение с 500 турски войници и след привършването на амунициите Методи Патчев застрелва четниците си и се самоубива. Сред загиналите е и четникът Арсо Цветков. Вследствние на сражението избухва Кадиноселската афера.
След смъртта му за известно време Георги Сугарев действа в Прилепско.

## Спомен
На името на Методи Патчев са кръстени улици, читалища и други в България и Северна Македония, сред които улица в квартал „Разсадник-Коньовица“ в София (Карта). За него народът пее песен, а на геройската му смърт и тази на другарите му Христо Силянов посвещава стихотворението си „Кадино-селските герои“, включено в цикъла „На загиналите“ от сбирката „Стихове“, издадена през 1904 година.
През 1904 година във Филаделфия, САЩ български преселници създават Македоно-одринско благотворително дружество „Методи Патчев“.